# Claustrum
Claustrum er en tynd hjernestruktur af grå substans, og i hver af de to hjernehalvdele sidder den mellem putamen og den del af hjernebarken der betegnes insula. Strukturen henregnes nogle gange til basalganglierne. 
Der vides ikke meget om dens funktion. Francis Crick og Christof Koch fik i 2005 udgivet en artikel
hvor de foreslog at claustrum kunne være involveret i bevidsthed og i et interview til Vilayanur S. Ramachandran sagde Crick kort før sin død: 
Rama, jeg tror bevidsthedens hemmelighed ligger i claustrum, – tror du ikke? Hvorfor vil denne lille struktur ellers være forbundet til så mange områder i hjernen?
De fleste pattedyr har claustrum-strukturen, men næbdyret har dog ikke claustrum.
Elektrisk stimulering af et område mellem venstre claustrum og hjernestrukturen insula viser tilsyneladende at bevidsthed kan slukkes. Indtil videre er der dog tale om et studie på en enkelt patient i forbindelse med hjernekirurgi.